# جيمس جوينر
جيمس جوينر (بالإنجليزية: James Joyner)‏ (مواليد 16 نوفمبر 1965 في فورت مونرو، فيرجينيا، الولايات المتحدة) مؤسس ورئيس تحرير مدونة خارج بيلتواي وصاحب تعليق متكرر على السياسة العامة في المجلات البارزة.
خدم جوينر في الجيش الأمريكي من 1988 إلى 1992 وهو من قدامى المحاربين في عملية عاصفة الصحراء.